# Analanjirofo
Analanjirofo – region Madagaskaru, ze stolicą w Fenoarivo Atsinanana. Dawniej należał do Prowincji Toamasina.

## Geografia
Zajmuje powierzchnię 21 930 km² i położony jest w północno-wschodniej części wyspy, nad Oceanem Indyjskim i zatoką Helodrano Antongila. Obejmuje także wyspę Nosy Boraha. Od północy graniczy z regionem Sava, od zachodu z regionami Sofia i Alaotra-Mangoro, a od południowa z regionem Atsinanana. Do głównych rzek regionu należą od północy: Antainambalana, Rantabe, Mananara, Anove, Simianona, Marimbona i Maningory. Przez region przebiegają drogi RN 5 oraz RN 22. Na terenie tym położony jest rezerwat Ambatovaky i częściowo Park Narodowy Zahamena.

## Demografia
Jego zaludnienie wynosiło w 1993 roku 594 091 osób. W 2004 wynosiło ok. 860 800. Według spisu z 2018 roku populacja wzrosła do 1,15 mln mieszkańców.

## Podział administracyjny
W skład regionu wchodzi 6 dystryktów:
- Fenoarivo-Atsinanana
- Mananara-Avaratra
- Maroantsetra
- Sainte Marie
- Soanierana Ivongo
- Vavatenina